# Неотложные состояния в клинике эндокринных болезней

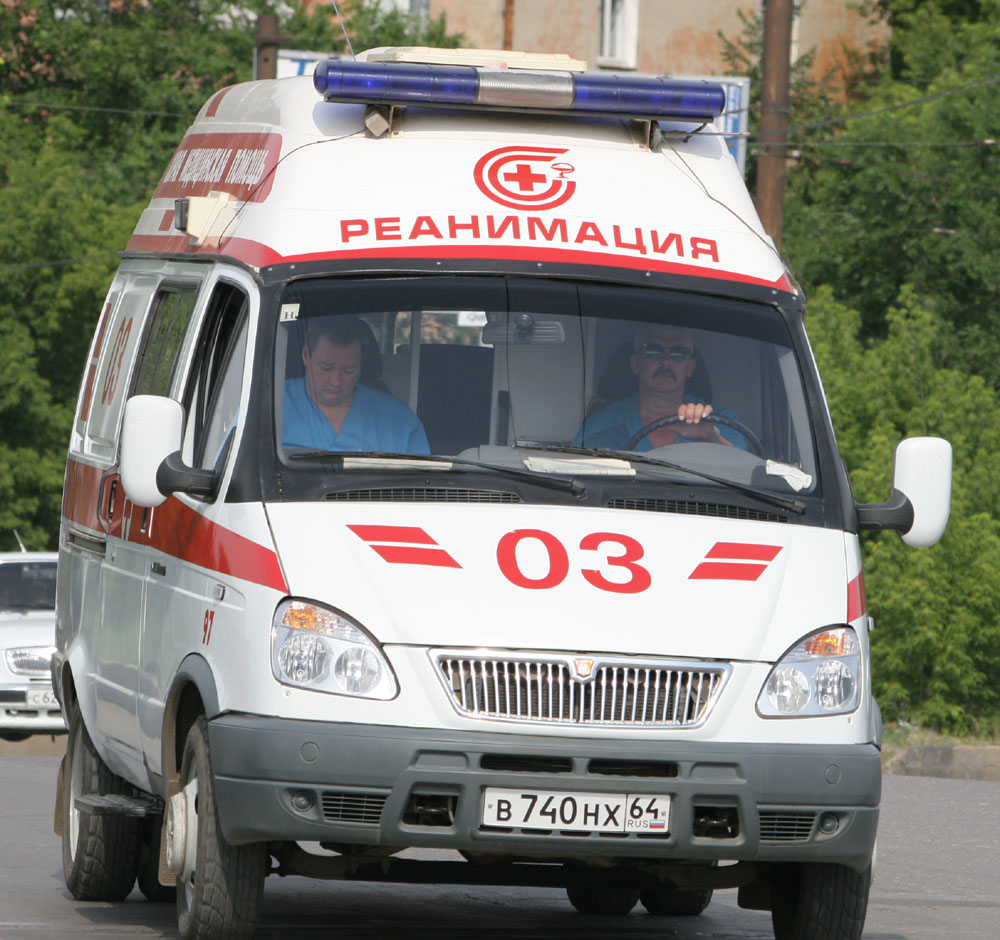
Реанимобиль на базе ГАЗ-32214

Неотло́жные (или урге́нтные) состоя́ния — группа заболеваний, требующих срочного врачебного вмешательства (нередко — реанимационного пособия), неоказание которого ведёт к серьёзным осложнениям и угрожает жизни данного пациента.
Клиника — лечебное учреждение, в котором наряду со стационарным лечением больных, ведётся учебная и научная работа. Клиническая картина — комплекс клинических симптомов и жалоб больного, характерных для определённого заболевания и позволяющих заподозрить предварительный или установить окончательный диагноз.
Э́ндокриноло́гия (от греч. ἔνδον — внутрь, κρίνω — выделяю и λόγος — слово, наука) — одна из наиболее молодых и бурно развивающихся отраслей медицины, наука, изучающая строение, функцию желез внутренней секреции (эндокринных желез) и вырабатываемые ими биологически активные вещества (гормоны), пути их образования и действия на органы-мишени организма животных и человека, а также лечение заболеваний, связанных с нарушением функции эндокринных желез или нарушением механизма действия гормонов. Проблемы эндокринологии в той или иной степени затрагивают практически все области медицины и тесно связаны с кардиологией, онкологией, офтальмологией, гастроэнтерологией, гинекологией.

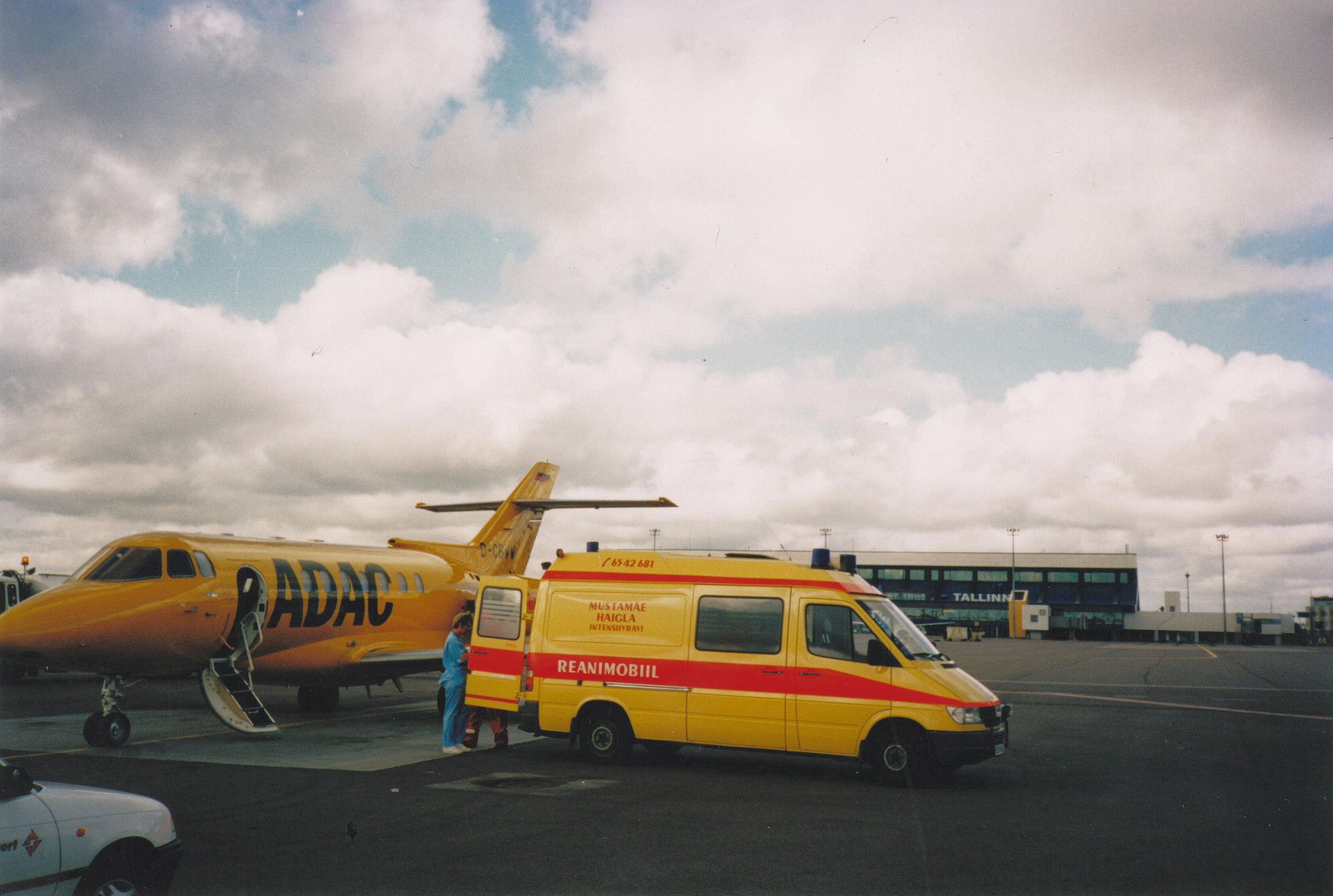
Санитарная авиация (Таллин) быстро доставит пациента в специализированный центр.

## Гипоталамо-гипофизарная кома
Гипотала́мо-гипофиза́рная ко́ма — может развиваться на фоне поражения гипоталамо-гипофизарной области опухолевым или инфекционным процессом (сифилис, туберкулёз, грипп, тифы и так далее), травме черепа с последующим кровоизлиянием в аденогипофиз, чрезмерной дозой рентгенотерапии на область гипофиза, после гипофизэктомии. Развитие комы может произойти на фоне инфаркта гипофиза вследствие длительного спазма его артерий, в результате массивных кровотечений во время и после родов, аборта, желудочного или другого массивного кровотечения. Встречается крайне редко.

## Тиреотоксический криз
Ти́реотокси́ческий криз — наиболее тяжёлое, угрожающее жизни пациента осложнение диффузного токсического зоба. Опасное осложнение не леченного или неправильно леченного тяжёлого тиреотоксикоза, проявляющееся лавинообразным нарастанием проявлений, вызванное резким повышением уровня T3 и T4 в плазме крови. Развивается у пациентов с тяжёлой формой заболевания в 0,5—19% случаев.

## Гипотиреоидная кома
Гипотирео́идная (микседемато́зная) ко́ма (лат. coma hypothyreoideum, лат. coma myxoedematosum) — терминальная стадия нелеченного или неадекватно леченного гипотиреоза. Летальность достигает 80%. Провоцируют развитие комы переохлаждение, барбитураты, нейролептики, интеркуррентные заболевания.

## Гиперпаратиреоидный криз
Ги́перкальциеми́ческий криз (ги́перпаратирео́идный криз, острый ги́перпаратирео́з) — тяжёлое состояние остро развивающееся у пациентов на фоне быстрого и резкого повышения уровня кальция в крови. Чаще всего криз возникает на поздних стадиях течения различных форм гиперпаратиреоза. В качестве казуистики описан случай, когда гиперкальциемический криз был первым клиническим проявлением аденокарциномы паращитовидной железы.

## Гипокальциемический криз
Ги́покальциеми́ческий криз (острый гипопаратиреоз, паратиреоидная тетания) — остро развивающееся патологическое состояние в результате снижения выработки паратгормона на фоне недостаточности паращитовидных желез, приводящей к резкому снижению кальция в плазме крови.

## Диабетическая кома
Диабети́ческая ко́ма — неотложное состояние, связанное с абсолютным или относительным недостатком инсулина. Различают:

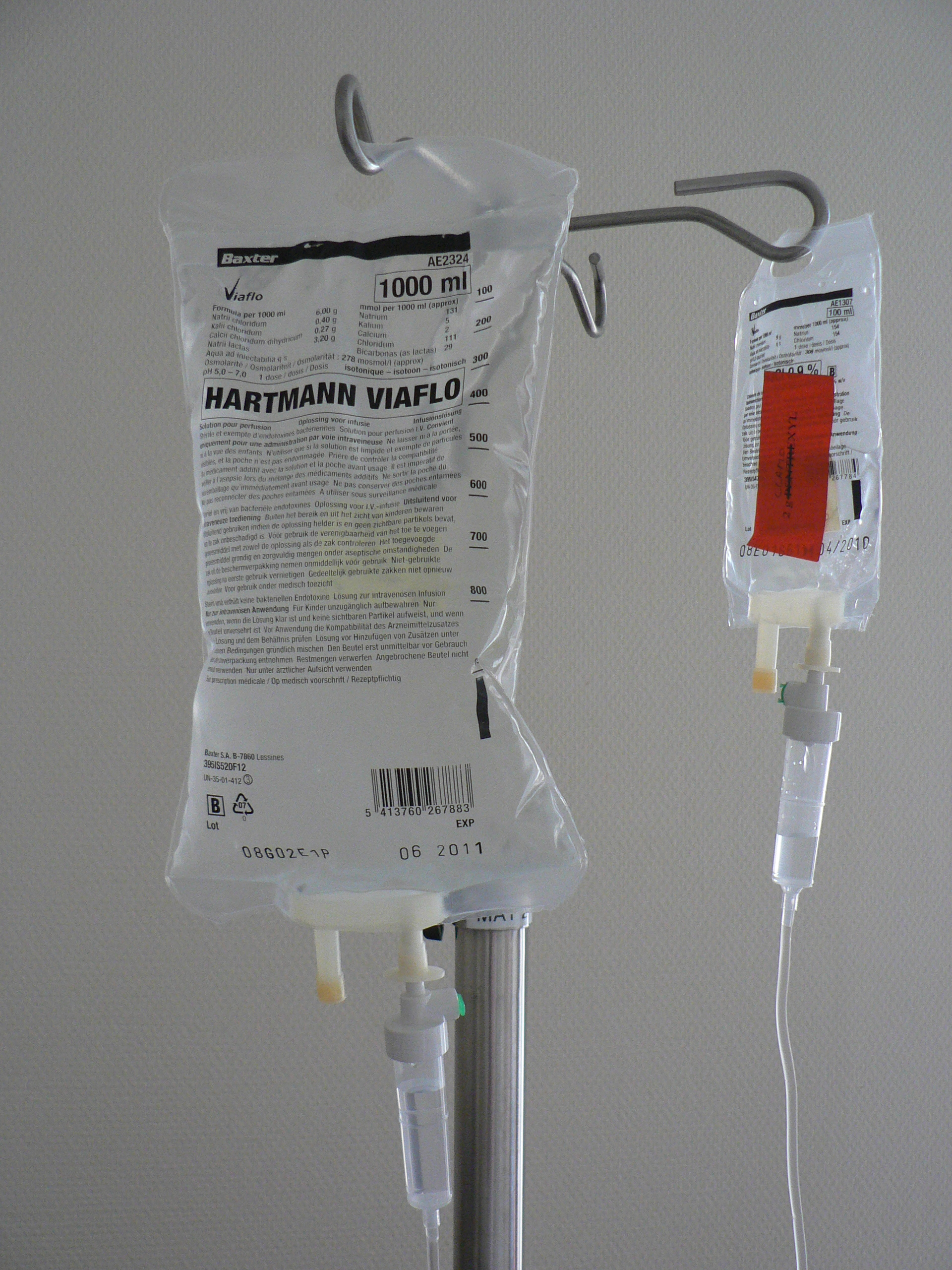
Инфузионная терапия — первая помощь при тяжёлом кетоацидозе

### Кетоацидоз
Диабети́ческий кетоацидо́з (кетоацидоз) — вариант метаболического ацидоза, связанный с нарушением углеводного обмена, вследствие дефицита инсулина: высокой концентрацией глюкозы и кетоновых тел в крови (значительно превышающей физиологические значения), образованных в результате нарушения обмена жирных кислот (липолиза) и дезаминирования аминокислот. Если нарушения углеводного обмена не купируются своевременно — развивается диабетическая кетоацидотическая кома.
Диабетический кетоацидоз занимает первое место среди острых осложнений эндокринных болезней, а смертность достигает 6…10%, а у детей с инсулинозависимым сахарным диабетом это самая частая причина смерти.

### Лактатацидоз
Лакта́тацидо́з (лакта́тацидоти́ческая ко́ма, молочноки́слая ко́ма) — редкое крайне тяжёлое состояние, летальность при котором от 50 до 90% — неспецифический синдром, развивающийся в ряде тяжёлых патологических состояний (в том числе, сахарный диабет), когда создаются предпосылки для повышенного образования и накопления в крови и периферических тканях молочной кислоты.
Особый тип лактатацидоза описан у пациентов с опухолями (бурная продукция лактата в процессе метаболизма), а также при нарушении системного метаболизма у пациентов с угнетением костного мозга на фоне химиотерапии.

### Гиперосомолярная кома
Ги́перосмоля́рная ко́ма (ги́пергликеми́ческая, неацидоти́ческая) — особый вид диабетической комы, характеризующийся крайней степенью нарушения метаболизма при сахарном диабете, протекающей без кетоацидоза на фоне выраженной гипергликемии, достигающей 55,0 ммоль/л и выше. Развивается резкое обезвоживание, клеточный эксикоз, гипернатриемия, гиперхлоремия, азотемия на фоне отсутствия кетонемии и кетонурии. Гиперосмолярная кома составляет 5—10% всех гипергликемических ком. Летальность достигает 30—50%. Чаще развивается у пациентов старше 50-ти лет на фоне ИНСД, компенсированного приёмом небольших доз сульфаниламидных сахароснижающих препаратов или диетой. У пациентов до 40-летнего возраста встречается редко, хотя единичные случаи этого вида диабетической комы описаны у юношей и даже детей. Согласно статистическим данным, практически у половины лиц, у которых развилась гиперосмолярная кома, сахарный диабет до этого не выявлялся, а у 50% пациентов после выхода из комы не возникает необходимость в постоянном введении инсулина.

## Гипогликемическая кома
Гипогликеми́ческая ко́ма — крайняя степень проявления гипогликемии, развивается при быстром снижении концентрации глюкозы в плазме крови и резком падении утилизации глюкозы головным мозгом (чаще всего — результат несоответствия дозы вводимого инсулина или значительно реже сульфаниламидных препаратов и поступающей пищи), остро возникающее патологическое состояние, проявляющееся реакцией нервной системы в определённой последовательности (кора больших полушарий → мозжечок → подкорково-диэнцефальные структуры → жизненно важные центры продолговатого мозга), связанное с падением или резким перепадом уровня гликемии (концентрации углеводов в плазме крови). Кома развивается остро. Иногда кратковременный период предвестников настолько мал, что кома начинается  практически внезапно — в течение нескольких минут наступает потеря сознания и даже паралич жизненно важных центров продолговатого мозга.

## Аллергические реакции на введение инсулина
Аллергические реакции на введение инсулина развиваются обычно на 7—14-е сутки от начала инсулинотерапии и носят местный или генерализованный характер. Через несколько минут или часов после инъекции могут наблюдаться местные аллергические реакции (краснота, зуд, отёк, уплотнение, ощущение жара), опосредованные иммуноглобулинами класса G. Обычно такие реакции возникают в первые несколько недель после начала инсулинотерапии и проходят без лечения. В редких случаях возможны системные (генерализованные) аллергические реакции (реакции немедленного типа): крапивница или ангионевротический отёк. Ещё реже наблюдается анафилаксия. Системные реакции опосредуются иммуноглобулинами класса E и могут появиться после длительного перерыва в инсулинотерапии. Иногда приходится прибегать к десенсибилизирующей терапии.

## Гипоадреналовый криз
Аддисони́ческий криз (гипоадрена́ловый криз, о́страя надпо́чечниковая недоста́точность или гипокортици́зм, англ. Addisonian crisis) — тяжёлое состояние, проявляющееся резкой адинамией, сосудистым коллапсом, постепенным затемнением сознания. Развивается при внезапном снижении или прекращении секреции гормонов коры надпочечников. Иногда сопровождается умеренной или тяжёлой гиперкальциемией.
Гипоадреналовый криз могут спровоцировать: тяжёлые инфекции, травма или хирургическое вмешательство у пациентов с хронической надпочечниковой недостаточностью. Чаще развивается у пациентов с первичным или третичным гипокортицизмом, а также может быть первым признаком латентно протекающих недиагностированных болезни Аддисона и синдрома Шмидта. Гипоадреналовый криз может быть вызван двусторонним кровоизлиянием в надпочечники, например при передозировке гепарина.

## Гиперальдостеронизм
Ги́перальдостерони́зм — состояние, при котором кора надпочечников секретирует больше альдостерона, чем требуется в норме для поддержания натриево-калиевого равновесия. Такое нарушение бывает первичным, когда гиперсекреция обусловлена само́й корой надпочечников (продуцирующая альдостерон аденома, описанная Джером Конном в 1955 году) и вторичным, вызванным нарушениями в других тканях (например, почечной гиперсекрецией ренина, гипонатриемией, гиперкалиемией, гиперсекрецией АКТГ и другими). Избыток альдостерона, действуя на дистальные отделы нефрона, усиливает удержание натрия и выведение ионов калия, магния и водорода. В результате развивается гипернатриемия, гипокалиемия, дефицит магния и алкалоз. С этими нарушениями связан целый ряд клинических симптомов, обычно более выраженных при первичном гиперальдостеронизме. Гипернатриемия вызывает, в частности, гипертонию, гиперволемию и отёки. Гипокалиемия ведёт к мышечной слабости, запорам, изменениям ЭКГ и утрате почками способности концентрировать мочу, а гипомагниемия и алкалоз — к тетании.
Синдро́м Ко́нна (альдостерома, перви́чный ги́перальдостерони́зм, Conns Syndrome) — собирательное понятие первичный гиперальдостеронизм объединяет ряд близких по клиническим и биохимическим признакам, но различных по патогенезу заболеваний, в основе которых чрезмерная продукция альдостерона корой надпочечников. Заболевание, связано с опухолью или гиперплазией клубочковой зоны коркового вещества надпочечников. Наряду со стойким повышением артериального давления при этом синдроме наблюдается уменьшение содержания в плазме калия (гипокалиемия), плазменной активности ренина, увеличение содержания натрия в плазме, повышение натрий-калиевого коэффициента.

## Феохромоцитома
Фе́охро́моцито́ма — гормонально активная опухоль хромаффинных клеток симпато-адреналовой системы надпочечниковой или вненадпочечниковой локализации, секретирующая большое количество катехоламинов. Заболевание относится к опухолям (доброкачественным или злокачественным) АПУД-системы и довольно часто является одной из составляющих синдрома множественной эндокринной неоплазии (как правило, в этом случае феохромоцитома бывает двусторонней).